# Vrede van Atrecht (1435)

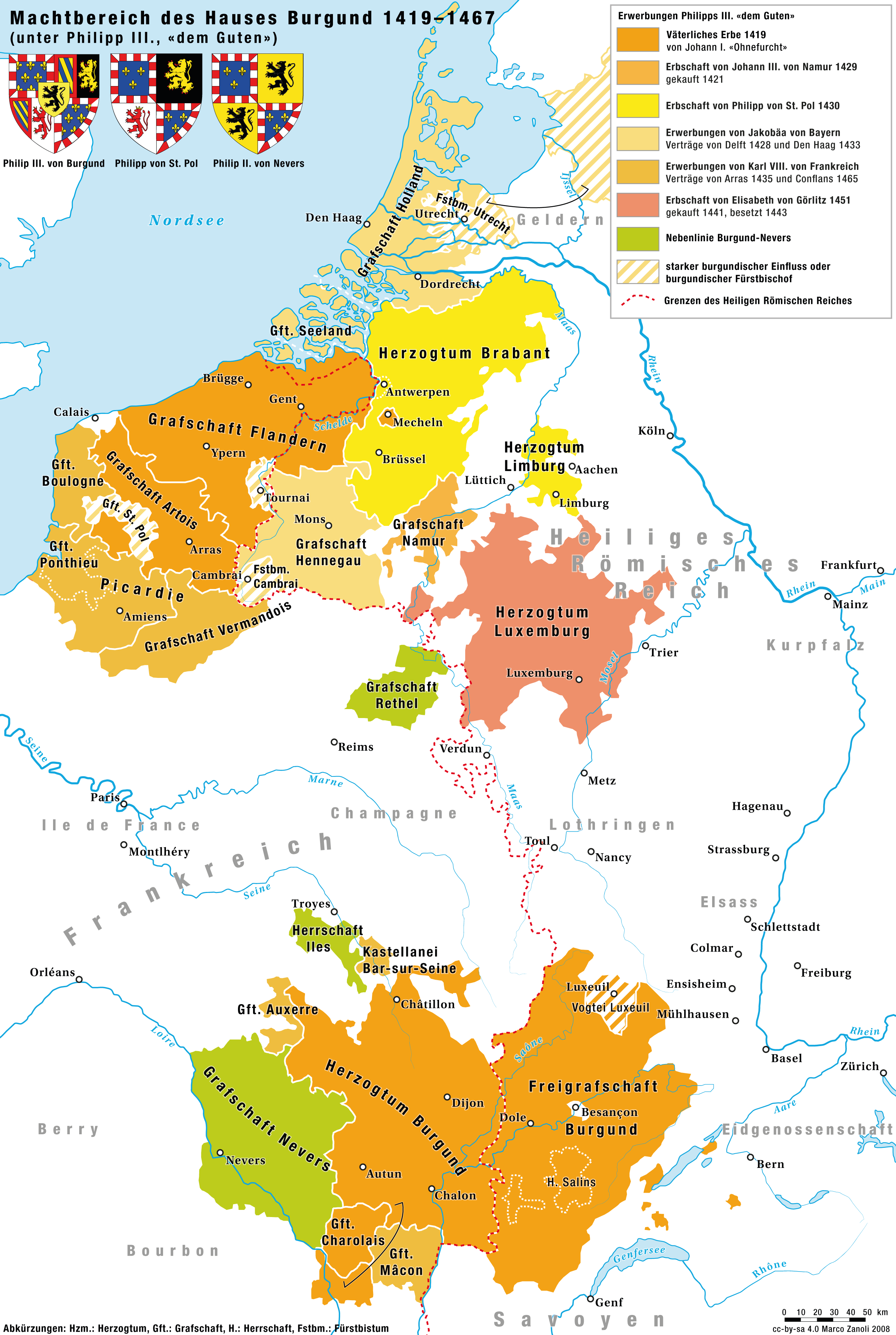

De Vrede van Atrecht (het huidige Arras) was een overeenkomst tussen Filips de Goede, hertog van Bourgondië en de Franse koning Karel VII in 1435, naar het einde toe van de Honderdjarige Oorlog. Aanvankelijk deden de Engelsen ook mee aan het congres, maar aangezien de beide partijen onmogelijk tot een schikking konden komen en er zich reeds schermutselingen afspeelden op het slagveld trokken ze zich terug. Daardoor verschoof de aandacht van het congres naar het hertogdom Bourgondië, dat bereid was zijn alliantie met Engeland op te schorten en zich voortaan neutraal op te stellen, in ruil voor meer onafhankelijkheid van het hertogdom en gebieden in Picardië en de Somme. De onafhankelijkheid hield in dat de persoonlijke leenplicht van Filips de Goede wegviel, echter niet die van zijn opvolgers.

## Expansie van Bourgondië door de Vrede van Atrecht
- De graafschappen Auxerre en Boulogne
- De steden aan de Somme (Péronne, Corbie, Amiens, Abbeville, Le Crotoy en Saint-Valery-sur-Somme)
- Ponthieu
- Het graafschap Vermandois

De Bourgondische hertogen hadden deze titels niet in bezit, deze graven werden gewoon vazallen van het Bourgondische rijk.

## Toegevingen
- Filips de Goede zag af van claims op het graafschap Tonnerre.
- Het hertogdom Bourgondië erkende Karel VII als rechtmatige vorst van Frankrijk.